# 4-Mannigfaltigkeit
Eine 4-Mannigfaltigkeit ist im mathematischen Teilgebiet der Differentialtopologie eine glatte Mannigfaltigkeit mit vier Dimensionen, also ein lokal euklidischer zweitabzählbarer Hausdorff-Raum, welcher also lokal zu offenen Teilmengen des vierdimensionalen euklidischen Raum diffeomorph ist ohne global dieser zu sein.

## Bedeutung
4-Mannigfaltigkeiten sind von zentraler Wichtigkeit für die Mathematik, da vier Dimensionen zu viele für eine einfache Klassifikation sind als auch zu wenige für die Gültigkeit vieler Aussagen wie etwa den h-Kobordismus-Satz in höheren Dimensionen. 4-Mannigfaltigkeiten sind ebenfalls wichtig für die theoretische Physik, da etwa die Raumzeit durch eine solche beschrieben wird. Viele Theorien wie etwa die Donaldson- und Seiberg-Witten-Theorie beschäftigen sich mit dem Studium von 4-Mannigfaltigkeiten. Andere Theorien wie etwa die Allgemeine Relativitätstheorie, vierdimensionale Yang-Mills-Theorie und vierdimensionale Chern-Simons-Theorie basieren dagegen auf 4-Mannigfaltigkeiten.

## Beispiele
- Vierdimensionale Sphäre {\displaystyle S^{4}}
- Vierter reeller projektiver Raum {\displaystyle \mathbb {R} P^{4}}
- Zweiter komplexer projektiver Raum {\displaystyle \mathbb {C} P^{2}}
- Zweite unitäre Gruppe {\displaystyle \operatorname {U} (2)}
- E8-Mannigfaltigkeit

## Klassifikation
Da 2-zusammenhängende wegzusammenhängende orientierbare geschlossene 4-Mannigfaltigkeiten bereits 4-Sphären sind, besteht besonderes Interesse an der Klassifikation des nächstallgemeineren Falls, nämlich einfach zusammenhängenden wegzusammenhängenden orientierbaren geschlossenen 4-Mannigfaltigkeiten. Zu diesen gehören aus der obigen Liste die 4-Sphäre, der komplexe projektive Raum und die E8-Mannigfaltigkeit.
Orientierte Bordismenklassen orientierbarer geschlossener 4-Mannigfaltigkeiten werden durch die Signatur klassifiziert, welche einen Gruppenisomorphismus:
{\displaystyle \sigma \colon \Omega _{4}^{\operatorname {SO} }\xrightarrow {\cong } \mathbb {Z} }
beschreibt. Zwei orientierbare geschlossene 4-Mannigfaltigkeiten sind also genau dann orientiert bordant zueinander, wenn ihre Signaturen übereinstimmen.